# The King of Fighters 2003
The King of Fighters 2003 est un jeu vidéo de combat développé et édité par SNK Playmore en 2003 sur borne d'arcade Neo-Geo MVS et sur console Neo-Geo AES en 2004 (NGM 271),,,. C'est le dixième épisode de la série The King of Fighters. Le jeu est converti sur PlayStation 2 en 2004 et sur Xbox en 2005.
Eolith, l'entreprise sud coréenne qui s'était occupée de développer The King of Fighters 2001 et 2002, s'associe en 2003 après la faillite de SNK, avec la société M-Dream China pour produire des jeux mobiles. La série est ainsi de nouveau produite au Japon avec The King of Fighters 2003, le jeu marque également le dernier épisode de la série à paraître sur les systèmes Neo-Geo MVS et Neo-Geo AES, la cartouche pèse 716 Mb.

## Système de jeu
Cet épisode fait entrer le système du « Multi Shift » dans la série, où il est possible de changer de personnage en plein combat sans qu'il soit mis KO. Fidèle à la série The King of Fighters, les combats se déroulent par équipe de trois personnages, le gameplay de The King of Fighters 2003 ajoute une nouvelle fonctionnalité qui consiste à désigner un leader qui se verra doter d'une nouvelle technique baptisée « Leader Super Special Move ».

## Personnages
| Équipe                     | Personnage       | Personnage    | Personnage     |
| Équipe                     | #1               | #2            | #3             |
| -------------------------- | ---------------- | ------------- | -------------- |
| « Hero Team »              | Ash Crimson      | Duo Lon       | Shen Woo       |
| « Fatal Fury Team »        | Terry Bogard     | Joe Higashi   | Tizoc          |
| « Art of Fighting Team »   | Ryo Sakazaki     | Robert Garcia | Yuri Sakazaki  |
| « Women Fighters Team »    | King             | Mai Shiranui  | Blue Mary      |
| « Ikari Warriors Team »    | Leona Heidern    | Ralf Jones    | Clark Still    |
| « High School Girls Team » | Athena Asamiya   | Hinako Shijou | Malin          |
| « K' Team »                | K'               | Maxima        | Whip           |
| « ;Outlaw Team »           | Gato             | Billy Kane    | Ryuji Yamazaki |
| « Korea Justice Team »     | Kim Kaphwan      | Chang Koehan  | Jhun Hoon      |
| « Benimaru Team »          | Benimaru Nikaido | Shingo Yabuki | Goro Daimon    |

| Autres Personnages | Autres Personnages                                      |
| ------------------ | ------------------------------------------------------- |
| Personnage solo #1 | Kyo Kusanagi                                            |
| Personnage solo #2 | Iori Yagami                                             |
| Demi-boss #1       | Chizuru Kagura (débloquable)                            |
| Demi-boss #2       | Adelheid Bernstein (Boss final si on prend un continue) |
| Boss final         | Mukai                                                   |

## Portage
- PlayStation 2 (2004)
- Xbox (2005)